# Touit
Touit là một chi chim trong họ Psittacidae.